# Norbert Moret

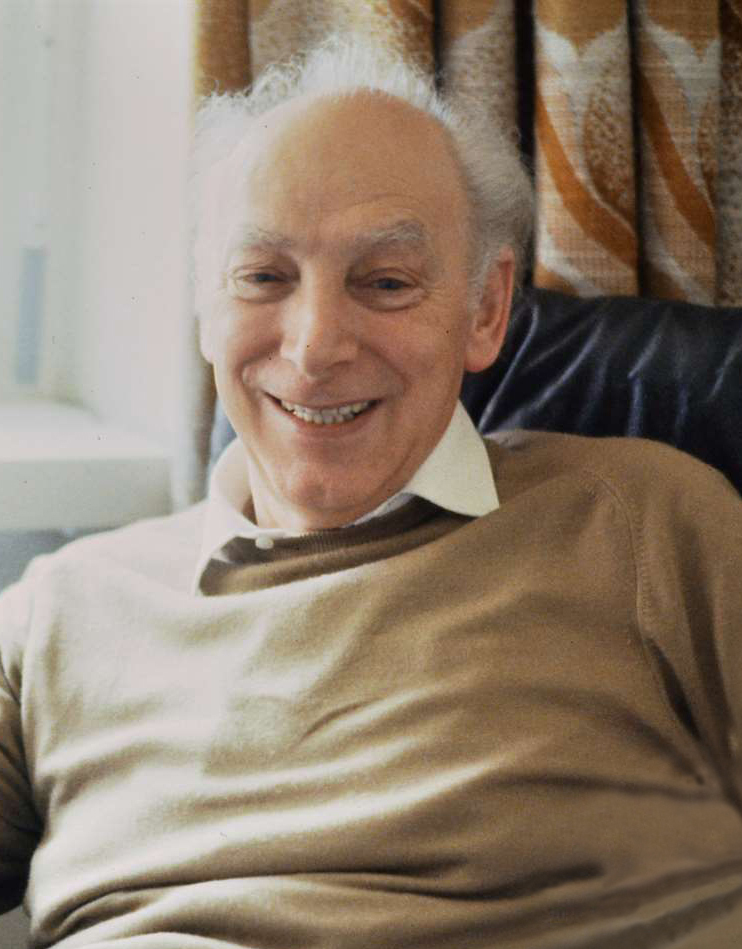
Norbert Moret (1984)

Norbert Moret (* 20. November 1921 in Ménières; † 17. November 1998 in Fribourg) war ein Schweizer Komponist der Neuen Musik, Pianist, Organist, Chorleiter und Musikpädagoge.

## Leben
Norbert Moret stammte aus einer katholischen Bauernfamilie in der Broye im Kanton Freiburg.
Moret entdeckte als Spätberufener die Musik erst als Jugendlicher im Kollegium St. Michael in Fribourg, dank seinem Lehrer Joseph Gogniat, Organist an der Kathedrale Fribourg. Sein Schlüsselerlebnis war, als er zum ersten Mal Bachs Toccata und Fuge d-Moll BWV 565 hörte, kurz darauf komponierte er seine ersten drei Lieder. Während der Gymnasiumszeit beeindruckten ihn ausserdem Henri Duparc, später auch Claude Debussy und Maurice Ravel.
Nach der Matura studierte er Klavier, Orgel, gregorianischen Gesang und Komposition am Freiburger Konservatorium, u. a. bei Louis Sauteur und Leo Kathriner. Zwischen 1948 und 1950 hielt er sich in Paris auf, wo insbesondere Olivier Messiaen einen nachhaltigen Einfluss auf ihn ausübte und René Leibowitz ihn mit der Seriellen Musik vertraut machte. Bei Arthur Honegger schloss er mit Diplom ab, einer seiner Kommilitonen war Pierre Boulez. Im darauffolgenden Jahr bildete er sich bei Paul Kletzki am Conservatoire de Lausanne weiter. Danach konnte er dank einem Stipendium des Schweizerischer Tonkünstlervereins (STV/AMS, heute Sonart – Musikschaffende Schweiz) in Wien ein Praktikum beim Orchester der Wiener Philharmoniker unter der Leitung von Wilhelm Furtwängler absolvieren und Dirigieren bei Clemens Krauss studieren.
Nach seiner Rückkehr aus Wien folgten über 20 Jahre, in denen Moret weitgehend unbeachtet komponierte. Später wurde seinem Umfeld, vor allem dem einflussreichen Abbé Pierre Kaelin und dem Leiter des Freiburger Konservatoriums Aloys Fornerod, vorgeworfen, Moret wegen ihrer Ablehnung der Neuen Musik nicht gefördert zu haben. Wahrscheinlicher jedoch ist, dass Moret lange nach seinem Weg gesucht hat, ohne zunächst eine eigene Sprache zu finden, und es auch aus Schüchternheit nicht wagte, mit seinen Kompositionen an die Öffentlichkeit zu treten. So komponierte er zuerst Serielle Musik, vernichtete die Kompositionen aber wieder. Er habe seine Kompositionen sogar seinen Freunden nicht vorgestellt, lediglich die Organisten Bernhard Billeter und Luigi Ferdinando Tagliavini, zu dieser Zeit Professor für Musikwissenschaft an der Universität Freiburg, habe er zu Rate gezogen.

« j’étais timide, je n’ai pas fait des démarches, je n’osais pas »

«ich war schüchtern, ich habe keine Vorstösse gemacht, ich wagte es nicht»

Seinen Lebensunterhalt verdiente Moret in dieser Zeit als Lehrer, zunächst als Gesangs- und Französischlehrer an der Sekundarschule (er war zudem Präsident des Corps professoral secondaire fribourgeois), dann von 1965 bis 1983 als Musiklehrer am Kantonalen Lehrerseminar (heute Pädagogische Hochschule Freiburg). Zudem war er von 1950 bis 1974 Leiter des gemischten Chors der Kirche Saint-Pierre in Fribourg.
1972 war er überzeugt, zu seiner persönlichen Sprache jenseits jeden von ihm abgelehnten Akademismus gefunden zu haben, und legte endlich seine Kompositionen Heinrich Sutermeister vor, der sich von ihnen sehr angetan zeigte. Der grosse Durchbruch, vorerst in der deutschsprachigen Schweiz, erfolgte dann 1974 mit Germes en éveil, einem kammermusikalischen Werk für Sopran, Flöte, Chor und zwei Schlagzeuger (nach Gedichten von Thérèse Loup), das am 75. Fest des Schweizer Tonkünstlervereins in Amriswil aufgeführt wurde. Mit einem Schlag galt Moret nun in der Deutschschweiz als einer der bedeutendsten Komponisten der Gegenwart. In der französischsprachigen Schweiz dauerte es allerdings noch fast weitere zehn Jahre, bis Moret wirklich wahrgenommen wurde, bis zur Uraufführung der Tragiques im Oktober 1983 in Genf.

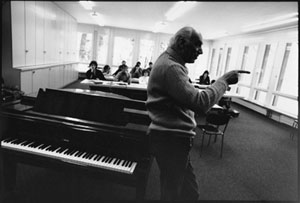
Norbert Moret (1978)

Nach dem Tonkünstlerfest in Amriswil wurde auch der Dirigent und Mäzen Paul Sacher auf Moret aufmerksam. Mit seiner und der Unterstützung des mit ihm befreundeten Cellisten Mstislaw Rostropowitsch widmete sich Moret nun ganz der Komposition, die Werke folgten sich in raschem Rhythmus. Sacher beauftragte ihn mit Hymnes de silence (ein Konzert für Streichorchester, drei Posaunen, vier Schlagzeuger und Orgel, das 1978 in Basel eine höchst erfolgreiche Uraufführung erlebte), einem Doppelkonzert für Violine und Violoncello, Visitations (ein Konzert für Sopran, Mezzosopran, Tenor, Schlagzeug, Klavier, Orgel, Regal und Positiv), der Sacher-Serenade für Bassklarinette, Vibraphon, Positiv und Regal, einem Tripelkonzert für Flöte, Oboe und Harfe sowie mit einem Rostropowitsch gewidmeten Konzert für Violoncello und Orchester. Moret hatte schon das ebenfalls von Sacher in Auftrag gegebene Two Love Poems für Sopran und Violoncello für Rostropowitsch und seine Frau Galina Pawlowna Wischnewskaja komponiert, wurde aber mit der Sopranistin nicht einig («sie verlangte zu viele Höhen»), und bei der von 1981 auf 1984 verschobenen Uraufführung sang dann Phyllis Bryn-Julson. Weitere Aufträge folgten von Schweizer Radio DRS für Temps, ein Konzert für Bariton und zwei Trompeten, von der Pro Helvetia zum 500-Jahr-Jubiläum der Zugehörigkeit des Kantons Freiburg zur Eidgenossenschaft (Mendiant du ciel bleu), vom Kanton Neuenburg (Neuinterpretation von Visitations) aus Anlass zu 700 Jahren Zugehörigkeit zur Eidgenossenschaft, von der Association des amis de l’Orchestre de la Suisse Romande (Tragiques), von den Settimane musicali Ascona (En rêve), vom Orchestre de Chambre de Lausanne (Trois pièces und Mendiant du ciel bleu, suite et fin zu seinem 50-jährigen Bestehen), von der Société de musique de La Chaux-de-Fonds zu ihrem 100-jährigen Bestehen (Divertimento), von Radio Suisse Romande (Trompetenkonzert), von der Association des orgues de la Collégiale de Neuchâtel zur Einweihung der neuen Orgel (Orgelkonzert), von der niederländischen Gitarristin Suzanne Mebes (Sensations), von Samuel Schneider (Hornkonzert für seinen Sohn Bruno Schneider) u. a.
Norbert Moret komponierte 65 Instrumental- und Vokalwerke. Er gewann mehrere Preise, darunter 1983 den angesehenen Komponistenpreis des Schweizer Tonkünstlervereins, und wurde 1990 zum Ehrendoktor der Universität Freiburg ernannt. Seine Werke wurden von weltbekannten Künstlern wie Paul Sacher (Hymnes de silence), Seiji Ozawa und Anne-Sophie Mutter (Violinkonzert En rêve), Heinz Holliger und Aurèle Nicolet (Tripelkonzert für Flöte, Oboe, Harfe und Streichorchester) sowie Mstislaw Rostropowitsch (Cellokonzert) aufgeführt.
Seine Musik gilt als klangsinnlich und zeichnet sich durch musiksprachliche Emotionalität aus, sie reflektiert seine starke Naturverbundenheit und seine Herkunft aus ländlicher Umgebung. In vielen Werken zeigt Moret eine Faszination für Perkussionsinstrumente (besonders deutlich in Visitations und Mendiant du ciel bleu mit je über hundert Schlaginstrumenten).

«Dass Morets strukturell eher komplexe Musik immer wieder spontanen Zuspruch auch bei einem Nichtfachpublikum findet, mag eben an den starken atmosphärischen Stimmungswerten – die als solche leicht nachvollzogen werden können – liegen.»

## Familie
1948 heiratete Moret Germaine Louise Fivaz (1920–2015). Der Ehe entstammten drei Töchter, Anne-Laurence (* 1950, verheiratet mit dem ehemaligen Novartis-Manager Daniel Vasella), Fabienne (1954–2010) und Catherine (* 1957), ebenfalls Organistin. Einer seiner zwei Brüder war der Sandoz-Manager Marc Moret (1923–2006).

## Auszeichnungen
- 1983: Komponistenpreis des Schweizer Tonkünstlervereins (STV/AMS)[20]
- 1983: Europäischer Preis für Komposition[19]
- 1990: Ehrendoktor der Universität Freiburg[16]
- 1990: Preisträger der Jubiläumsstiftung[21] der SBG[22]

## Werke (ab 1966)
(siehe Composition Highlights bei AllMusic (englisch))
- Psaume 85 (1966) für Tenor, Chor, 2 Trompeten und Orgel (Uraufführung [UA] Fribourg 1966: Charles Jauquier, Tenor; Francis und René Schmidhäusler, Trompeten; Georges Phillot, Orgel; gemischter Chor der Kirche Saint-Pierre Fribourg)
- Konzert für Streicher, Trompete und Klavier (1970, keine offizielle UA)
- Germes en éveil (1973) für Sopran, Flöte, Chor und 2 Schlagzeuger; nach den drei Gedichten Elle, Guerre und Soleil-Feu von Thérèse Loup (UA Amriswil 1974: Catherine Graf, Sopran; Chœur de la Radio Suisse Romande unter André Charlet)
- Gastlosen (1974) für Orgel; gewidmet Luigi Ferdinando Tagliavini (UA Fribourg 1975: Franz Seydoux, Orgel)
- Toi (1974) für Sopran und Klavier; nach Gedichten von Thérèse Loup (UA Fribourg 1975: Kathrin Graf, Sopran; Rainer Boesch, Klavier)
- Couleurs de temps changées (1975) für Klavier (UA London 1975: Hedy Salquin, Klavier)
- Rituels (1975) für Cembalo (UA Zürich 1976: Martin Derungs, Cembalo)
- Cinq pièces (1976) für Sopran, Klavier und Blechblasinstrumente (2 Trompeten, 2 Posaunen) (UA Genf 1977: Ingrid Frauchiger, Sopran; Otto Seger, Klavier; Quatuor de cuivre de St-Jean)
- Hymnes de silence (1976–1977) für Streichorchester, Orgel, 3 Posaunen und 4 Schlagzeuger (UA Basel 1978: Heiner Kühner, Orgel; Sinfonieorchester Basel unter Paul Sacher)
- Temps (1977–1978) für Bariton, Streichorchester und 2 Trompeten (UA Bern 1978: Philippe Huttenlocher, Bariton; Francis und René Schmidhäusler, Trompeten; Berner Musikstudio unter Räto Tschupp)
- Suite à l’image du temps (1979) für 2 Streichorchester (UA Zürich 1980: Zürcher Kammerorchester unter Edmond de Stoutz)
- Two Love Poems. Scènes lyriques (1978–1980) für Sopran, Violoncello und Orchester; nach den Gedichten My love und With my inebriate soul von Walt Whitman aus Leaves of Grass (die UA war für März 1981 in Zürich geplant, fiel aber wegen Erkrankung der damals noch für den Part vorgesehenen Ehefrau Mstislaw Rostropowitschs Galina Wischnewskaja aus[14] und wurde erst 1984 in Basel in anderer Besetzung nachgeholt: Phyllis Bryn-Julson, Sopran; Mstislav Rostropowitsch, Violoncello; Sinfonieorchester Basel unter Paul Sacher)
- Mendiant du ciel bleu. Trois visions pour exorciser l’homme (1980–1981) für Sopran, Bariton, 2 Kinderchöre, grossen Chor, Orgeln, Orchester und Schlagzeug (UA Fribourg 1981: Béatrice Haldas, Sopran; Philippe Huttenlocher, Bariton; Heiner Kühner, Catherine Moret, Claudia Schneuwly, Orgeln; Kinderchor St-Pierre-aux-Liens, Bulle; Frauenchor Düdingen; Chor der Nederlandse Omroep Stichting, Hilversum; Sinfonieorchester Basel unter Armin Jordan)
- Doppelkonzert für Violine, Violoncello und Kammerorchester (1981) (UA Zürich 1982: Romana Pezzani, Violine; Luciano Pezzani, Violoncello; Collegium Musicum Zürich unter Paul Sacher)
- Immortelles de Jean (1981–1982) für Rezitativ und Instrumentalensemble (UA Bern 1982: Berner Musikstudio unter Räto Tschupp)
- Visitations (1981–1982), dramatische Kantate für Sopran, Tenor, Mezzosopran, Klavier, Orgel, Positiv, Regal und Schlagzeug; über die entscheidende und todbringende Konfrontation zwischen Orestes, Klytaimnestra und Elektra (UA Basel 1983: Phyllis Bryn-Julson, Sopran; Heiner Hopfner, Tenor; Julia Juon, Mezzosopran; Gérard Wyss, Klavier; Kathi Jacobi, Peter Solomon, Rudolf Scheidegger, Orgeln; Basler Kammerorchester unter Paul Sacher)
- Sacher-Serenade (1982) für Vibraphon, Bassklarinette, Regal und Positiv (UA Luzern 1984)
- Tragiques (1982–1983) für Orchester (UA Genf 1983: Orchestre de la Suisse Romande unter Horst Stein)
- Ave Maria (1984) für Tenor und Orgel; der Jungfrau von Bourguillon gewidmet (keine öffentliche UA; Aufführung bei der Abdankung Norbert Morets am 21. November 1998 in der Kathedrale Fribourg: Alain Bertschy, Tenor; Franz Seydoux, Orgel)
- Tripelkonzert für Flöte, Oboe, Harfe und Streichorchester (1984) (UA Zürich 1985: Aurèle Nicolet, Flöte; Heinz Holliger, Oboe; Ursula Holliger, Harfe; Collegium Musicum Zürich unter Paul Sacher)
- Konzert für Violoncello und Orchester (1985) (UA Zürich 1988: Mstislaw Rostropowitsch, Violoncello; Collegium Musicum Zürich unter Brenton Langbein)
- Mille et un soleils de joie (1985) für Kammerorchester
- Diotimas Liebeslieder (1986–1987) für Sopran und Orchester; vier Lieder auf der Basis der Briefe von Susette Gontard an Friedrich Hölderlin (UA Luzern 1988: Phyllis Bryn-Julson, Sopran; Orchestre de la Suisse Romande unter Armin Jordan)
- En rêve (1988), Konzert für Violine und Kammerorchester (UA Ascona 1988: Anne-Sophie Mutter, Violine; Orchestra della Radiotelevisione svizzera di lingua italiana unter Marc Andreae)
- Trois pièces (1988) für Kammerorchester (UA Hiroshima 1988: Orchestre de Chambre de Lausanne unter Lawrence Foster)
- Symphonie pour une fête académique (1989) für Orchester (UA Fribourg 1990: Sinfonieorchester Basel unter Armin Jordan)
- Triptyque pour les fêtes (1990) für A-cappella-Chor (UA Fribourg 1990: The Tallis Scholars unter Peter Phillips)
- Veni Sancte Spiritus (1990) für Alt und Orgel (UA Zürich 1992; Verena-Barbara Gohl, Alt; Bernhard Billeter, Orgel)
- Visitations (1991), dramatische Kantate für Sopran, Tenor, Mezzosopran, Klavier, Orgel, Positiv, Regal und Schlagzeug; Neuinterpretation (UA Cernier NE 1991: Kristine Ciesinski, Sopran; Barry Busse, Tenor; Fiona Kimm, Mezzosopran; Suzan Woodruff Versage, Klavier; Philipp Laubscher, Guy Bovet, Robert Märki, Orgeln)
- Divertimento (1991–1992) für Oboe, Horn, Violoncello, Schlagzeug und Orchester (UA La Chaux-de-Fonds 1993: Roland Perrenoud, Oboe; Bruno Schneider, Horn; François Guye, Violoncello; Olivier Perrenoud, Schlagzeug; Orchestre de la Suisse Romande unter Armin Jordan)
- Sur le berceau d’un Chérubin (1992) für Violine und Harfe
- Mendiant du ciel bleu, suite et fin (1992) für Sopran und Kammerorchester (UA Genf 1992: Phyllis Bryn-Julson, Sopran; Orchestre de Chambre de Lausanne unter Jesús López Cobos)
- Deux mélodies (1993) für Bariton und Klavier (UA Fribourg 1993; Michel Brodard, Bariton; Janine Gaudibert, Klavier)
- Forêt enchantée (1993) für Violoncello
- Sensations (1993–1994), Konzert für Gitarre und Kammerorchester (UA Lausanne 1999: Suzanne Mebes, Gitarre; Orchestre de Chambre de Lausanne unter Jesús López Cobos)
- Konzert für Horn und Orchester (1994–1995) (UA Lausanne 1996: Bruno Schneider, Horn; Orchestre de Chambre de Lausanne unter Armin Jordan)
- Konzert Nr. 1 für Orgel und Kammerorchester (1995–1996) (UA Neuenburg 1996: Guy Bovet, Orgel; Orchestre de Chambre de Neuchâtel unter Valentin Raymond)
- Konzert für Trompete und Orchester (1996–1997) (UA Lausanne 2001: Jeffrey Segal, Trompete; Orchestre de Chambre de Lausanne unter Okko Kamu)
- Konzert Nr. 2 für Orgel und Orchester (1998); geschrieben für Kei Koito (unvollendet, es besteht nur der 1. Satz)

## Diskographie
(siehe Diskographie bei Discogs und Katalog bei Schweizerische Nationalphonothek)
- Mendiant du Ciel bleu. Oratorio pour soprano, baryton, chœur, orgue et orchestre. Béatrice Haldas (Sopran), Philippe Huttenlocher (Bariton), Chor der Nederlandse Omroep Stichting, Hilversum; Kinderchor St-Pierre-aux-Liens, Bulle; Frauenchor Düdingen; Heiner Kühner, Catherine Moret, Claudia Schneuwly (Orgeln); Sinfonieorchester Basel unter Armin Jordan (LP, VDE-Gallo 30-327, 1981)[23]
- Gastlosen. Orgelkonzert. Fritz Muggler (Orgel). – Immortelles de Jean. Für Rezitativ, Positiv, Regal, Cembalo, Violine, Kontrabass, Trompete und Bassklarinette. Derrick Olsen (Rezitativ), Hans Eugen Frischknecht (Positiv), Peter Solomon (Regal), Martin Derungs (Cembalo), Ulrich Lehmann (Violine), Edgar Kremsa (Kontrabass), Fritz Schmidhäusler (Trompete), Urs Etter (Bassklarinette), Berner Musikstudio unter Räto Tschupp (3 LPs, in: Anthologie der Freiburger Musik, Musica Friburgensis 101, 1987; enthält 13 weitere Kompositionen)
- Concerto pour violoncelle et orchestre. Mstislaw Rostropowitsch (Cello), Collegium Musicum Zürich unter Paul Sacher[YouTube 1]; die Aufnahme des Cellokonzerts ist auch enthalten in Mstislav Rostropovich Plays Cello Works (9 CDs, Warner Classics & Jazz 2564 69681-7, 2008) – Hymnes de silence. Heiner Kühner (Orgel), Sinfonieorchester Basel unter Paul Sacher (Erato 2292-45530-2, 1990)[24]; Neuausgabe 1995 (Musikszene Schweiz 6103)
- Trois Pièces. Orchestre de Chambre de Lausanne unter Lawrence Foster – Double Concerto pour violon, violoncelle et orchestre. Romana Pezzani (Violine), Luciano Pezzani (Violoncello), Collegium Musicum Zürich unter Paul Sacher – Tragiques. Orchestre de la Suisse Romande unter Horst Stein (Musikszene Schweiz/Migros-Kulturprozent/Grammont CTS-P 23-2, 1990); Neuausgabe 1997 (Musikszene Schweiz CTS-M 23)
- En rêve. Konzert für Violine und Kammerorchester. Anne-Sophie Mutter (Violine), Boston Symphony Orchestra unter Seiji Ozawa[YouTube 2] (Deutsche Grammophon 431 626-2, 1991; enthält auch das 2. Violinkonzert von Béla Bartók); Neuausgabe 2011 (Deutsche Grammophon 477 6475); die Aufnahme von En rêve ist auch enthalten in Anne-Sophie Mutter Modern (3 CDs, Deutsche Grammophon 445 487-2, 1994) und Anne-Sophie Mutter, ASM35, The Complete Musician (40 CDs, Deutsche Grammophon 477 9464, 2011)
- Visitations. Für Sopran, Mezzosopran, Tenor, Regal, Positiv, grosse Orgel, Klavier und 6 Schlagzeuger. Phyllis Bryn-Julson (Sopran), Julia Juon (Mezzosopran), Heiner Hopfner (Tenor), Kathi Jacobi, Peter Solomon, Rudolf Scheidegger (Orgeln), Gérard Wyss (Klavier). Basler Kammerorchester, Basler Schlagzeug-Ensemble unter Paul Sacher[YouTube 3]; Uraufführung 1983; in: Paul Sacher und die neue Musik; enthält 11 weitere Kompositionen Neuer Musik (3 CDs, Ars Musici 1155-2, 1996)
- Premier concerto pour orgue et orchestre de chambre; in: Les orgues de la Collégiale de Neuchâtel. Guy Bovet (Orgel), Orchestre de Chambre de Neuchâtel unter Valentin Raymond[YouTube 4] (VDE-Gallo CD-943, 1997)
- Triptyque pour les Fêtes. The Tallis Scholars unter Peter Phillips – Gastlosen. Fritz Muggler (Orgel) – Mendiant du Ciel bleu (Aufnahme von 1981). Béatrice Haldas (Sopran), Philippe Huttenlocher (Bariton), Chor der Nederlandse Omroep Stichting, Hilversum; Kinderchor St-Pierre-aux-Liens, Bulle; Frauenchor Düdingen; Heiner Kühner, Catherine Moret, Claudia Schneuwly (Orgeln); Sinfonieorchester Basel unter Armin Jordan (Musikszene Schweiz/Migros-Kulturprozent MGB CD 6199, 2002)
- Concerto pour trompette. Jeffrey Segal, Orchestre de Chambre de Lausanne unter Okko Kamu[YouTube 5] – Concerto pour cor. Bruno Schneider, Orchestre de Chambre de Lausanne unter Jesús López Cobos[YouTube 6] – Suite à l’image de temps pour 2 orchestres à cordes. Orchestre de Chambre de Lausanne unter Jesús López Cobos[YouTube 7] (Cascavelle RSR 6169, 2003)
- Double concerto pour violon, violoncelle et orchestre. Carmen Fournier (Violine), Thomas Demenga (Cello), Orchestre Léon Barzin unter Jean-Jacques Werner[YouTube 8] (Integral Classic INT 221.152, 2006; enthält auch Pierre Wissmer: La balle au bond pour voix et ensemble instrumental; Troisième symphonie pour orchestre à cordes)

Aufnahmen auf YouTube
1. ↑  Concerto pour violoncelle et orchestre
2. ↑  En rêve: 1. Satz, 2. Satz, 3. Satz
3. ↑  Visitations
4. ↑  Premier concerto pour orgue et orchestre de chambre
5. ↑  Concerto pour trompette: 1. Satz, 2. Satz, 3. Satz
6. ↑  Concerto pour cor
7. ↑  Suite à l’image de temps pour 2 orchestres à cordes: 1. Satz, 2. Satz, 3. Satz, 4. Satz, 5. Satz
8. ↑  Double concerto pour violon, violoncelle et orchestre